# Pablo Bach
Pablo Bach (Buenos Aires, 1 de marzo de 1962) es un artista plástico y caricaturista argentino, reconocido principalmente por su trabajo en el equipo creativo del programa de televisión británico Spitting Image durante catorce años entre las décadas de 1980 y 1990. Durante su carrera se ha desempeñado como diseñador gráfico para otros programas como 2DTV, El Capitán Escarlata y Contra Informação.

## Biografía

### Primeros años e inicios
Bach nació en Buenos Aires, Argentina en 1962. Tras graduarse en Bellas Artes, decidió emigrar a Europa a los 24 años con el objetivo de radicarse en Londres para desempeñar su trabajo como artista, inspirado en la caricatura tradicional inglesa y francesa de los siglos XVIII y XIX. Al no contar inicialmente con oportunidades laborales, se puso en contacto Oscar Grillo, un reconocido ilustrador y artista plástico argentino que llevaba varios años radicado en Europa. Grillo le recomendó establecer contacto con Peter Fluck y Roger Law, quienes se encontraban en ese momento diseñando un nuevo show televisivo.

### Spitting Image

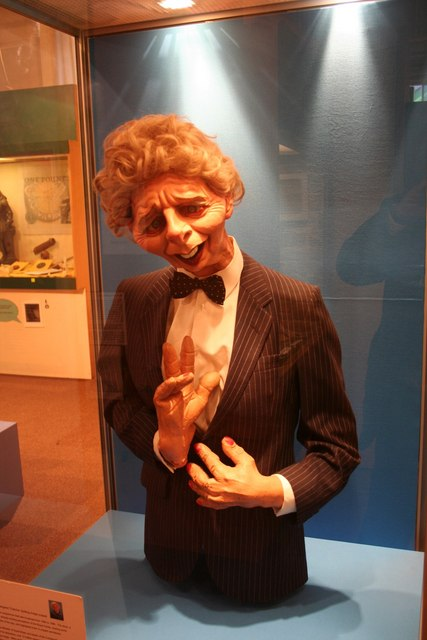
Bach fue uno de los encargados de diseñar las marionetas utilizadas en el programa británico Spitting Image. En la imagen, la marioneta de Margaret Thatcher, una de las más empleadas en las parodias

De esta manera, Bach se vinculó profesionalmente con el equipo creativo de Spitting Image, programa consistente en sketches satíricos protagonizados por marionetas representando a importantes figuras de la política y la sociedad británica e internacional. Allí se encargaba de diseñar las caricaturas de los personajes y luego moldearlas en arcilla para darle la forma final a las marionetas presentadas en el programa. Spitting Image fue emitido entre 1984 y 1996 por la cadena ITV, obteniendo múltiples nominaciones a los Premios BAFTA y dos Premios Emmy. Debido al carácter polémico del show, Bach tuvo algunos inconvenientes para renovar su permiso laboral, pero finalmente pudo obtener la residencia británica cuando fue presentada ante el Ministerio de Relaciones Exteriores una fotografía de Felipe de Edimburgo con el artista durante la inauguración de una gárgola alegórica de su diseño, encargada por la Universidad de Cambridge.

### Otros proyectos y actualidad
Durante su estancia en Spitting Image, Bach realizó diversos trabajos editoriales y artísticos, entre los que destacan portadas para las revistas Time, Elle y Private Eye, y una muestra en cerámica sobre los pecados capitales en colaboración con la artista Janice Tchalenko en 1991, incluida en el catálogo del Museo de Victoria y Alberto en Londres. Entre 2001 y 2004 diseñó las caricaturas para el programa de animación británico 2DTV, considerado el sucesor de Spitting Image, y un año después se encargó de la creación de las figuras de Murdoc Niccals y 2-D, músicos de la agrupación virtual Gorillaz, utilizadas durante sus presentaciones en la Casa de la Ópera de Mánchester en 2005. Ese mismo año le fue encargado el diseño de los personajes de la nueva versión de la serie de ciencia ficción El Capitán Escarlata y durante gran parte de la década diseñó los personajes utilizados en el programa de televisión Contra Informação, la versión portuguesa de Spitting Image. Hizo parte además del equipo creativo de la película animada de Wes Anderson, Isla de perros (2018).
De vuelta en la Argentina, Bach continuó realizando trabajos artísticos, como la muestra El Reino de Bolonquia en colaboración con el escultor Jorge Maculán en la Galería Da Vinci de Recoleta, las esculturas de los cuatro miembros de los Beatles en promoción de la carrera de Diseño de Moda e Indumentaria del Instituto ABM de Buenos Aires y el diseño de la escultura del presentador y empresario Marcelo Tinelli con motivo de su regreso a la televisión en 2014 con su programa Showmatch, entre otros.